# Samson Tijani
Samson Okikiola Tijani (Enugu, 17 maggio 2002) è un calciatore nigeriano, centrocampista del Salisburgo.

## Carriera

### Club
Tijani è cresciuto nel club nigeriano del Collins Edwin prima di passare al Salisburgo il 17 luglio 2020. Il 14 agosto successivo è stato prestato all'Hartberg con cui ha fatto il suo esordio nel mondo del calcio professionistico il 30 agosto in ÖFB-Cup contro il Dornbiner  SV. Il 12 settembre ha esordito anche in Bundesliga nel pareggio per 1-1 contro l'Altach.
Al termine della stagione è tornato a Salisburgo dove è stato mandato al Liefering, la seconda squadra del club biancorosso. Ha comunque debuttato in prima squadra il 6 febbraio 2022 in Coppa d'Austria contro il LASK. Il 9 marzo seguente ha esordito anche in Champions League contro il Bayern Monaco.
Nel luglio 2022 ha subito la rottura di tibia e perone che lo ha costretto a saltare interamente la stagione 2022-2023. Tornato ad allenarsi dopo oltre un anno, il 23 agosto è stato ceduto in prestito al Wolfsberger.

### Nazionale
Nel 2019 ha partecipato alla Coppa d'Africa Under-17 ed al Mondiale Under-17 con la Nigeria.
Nel settembre 2020 viene convocato per la prima volta in nazionale maggiore, con cui ha esordito il 9 ottobre entrando in campo all'85' dell'amichevole persa 1-0 contro l'Algeria.

## Statistiche

### Presenze e reti nei club
Statistiche aggiornate al 3 aprile 2025.
| Stagione          | Squadra           | Campionato        | Campionato | Campionato | Coppe nazionali | Coppe nazionali | Coppe nazionali | Coppe continentali | Coppe continentali | Coppe continentali | Altre coppe | Altre coppe | Altre coppe | Totale | Totale | Totale |
| Stagione          | Squadra           | Comp              | Pres       | Reti       | Comp            | Pres            | Reti            | Comp               | Pres               | Reti               | Comp        | Pres        | Reti        | Pres   | Reti   |        |
| ----------------- | ----------------- | ----------------- | ---------- | ---------- | --------------- | --------------- | --------------- | ------------------ | ------------------ | ------------------ | ----------- | ----------- | ----------- | ------ | ------ | ------ |
| 2020-2021         | Hartberg          | BL                | 14         | 0          | CA              | 3               | 0               | UEL                | 1                  | 0                  | -           | -           | -           | 18     | 0      |        |
| 2021-gen. 2022    | Liefering         | 2L                | 16         | 0          | -               | -               | -               | -                  | -                  | -                  | -           | -           | -           | 16     | 0      |        |
| gen.-giu. 2022    | Salisburgo        | BL                | 3          | 0          | CA              | 1               | 0               | UCL                | 1                  | 0                  | -           | -           | -           | 5      | 0      |        |
| 2022-2023         | Salisburgo        | BL                | 0          | 0          | CA              | 0               | 0               | UCL+UEL            | 0                  | 0                  | -           | -           | -           | 0      | 0      |        |
| 2023-2024         | Wolfsberger       | BL                | 27         | 1          | CA              | 1               | 0               |                    | -                  | -                  |             | -           | -           | 28     | 1      |        |
| sep.-dic. 2024    | Fredrikstad       | 1D                | 3          | 0          | CN              | 1               | 0               | -                  | -                  | -                  | -           | -           | -           | 4      | 0      |        |
| gen.-giu. 2025    | Salisburgo        | BL                | 0          | 0          | CA              | 0               | 0               | UCL                | -                  | -                  | Cmc         | -           | -           | 0      | 0      |        |
| Totale Salisburgo | Totale Salisburgo | Totale Salisburgo | 3          | 0          |                 | 1               | 0               |                    | 1                  | 0                  |             | -           | -           | 5      | 0      |        |
| Totale carriera   | Totale carriera   | Totale carriera   | 63         | 1          |                 | 6               | 0               |                    | 2                  | 0                  |             | -           | -           | 71     | 1      |        |

### Cronologia presenze e reti in nazionale
| Cronologia completa delle presenze e delle reti in nazionale ― Nigeria | Cronologia completa delle presenze e delle reti in nazionale ― Nigeria | Cronologia completa delle presenze e delle reti in nazionale ― Nigeria | Cronologia completa delle presenze e delle reti in nazionale ― Nigeria | Cronologia completa delle presenze e delle reti in nazionale ― Nigeria | Cronologia completa delle presenze e delle reti in nazionale ― Nigeria | Cronologia completa delle presenze e delle reti in nazionale ― Nigeria | Cronologia completa delle presenze e delle reti in nazionale ― Nigeria |
| Data                                                                   | Città                                                                  | In casa                                                                | Risultato                                                              | Ospiti                                                                 | Competizione                                                           | Reti                                                                   | Note                                                                   |
| ---------------------------------------------------------------------- | ---------------------------------------------------------------------- | ---------------------------------------------------------------------- | ---------------------------------------------------------------------- | ---------------------------------------------------------------------- | ---------------------------------------------------------------------- | ---------------------------------------------------------------------- | ---------------------------------------------------------------------- |
| 9-10-2020                                                              | Sankt Veit an der Glan                                                 | Nigeria                                                                | 0 – 1                                                                  | Algeria                                                                | Amichevole                                                             | -                                                                      | 85’                                                                    |
| Totale                                                                 |                                                                        | Presenze                                                               | 1                                                                      |                                                                        | Reti                                                                   | 0                                                                      |                                                                        |

## Palmarès

### Club

#### Competizioni nazionali
- Coppa di Norvegia: 1

Fredrikstad: 2024